# Roy Orbison's Many Moods
Roy Orbison's Many Moods es el duodécimo álbum de estudio del músico estadounidense Roy Orbison, publicado por la compañía discográfica MGM Records en mayo de 1969. Incluyó dos sencillos: «Heartache», número 44 en la lista británica UK Singles Chart, y «Walk On», que alcanzó el puesto 39.

## Lista de canciones
Cara A
1. "Truly, Truly True" (Mickey Newbury) - 2:30
2. "Unchained Melody" (Alex North, Hy Zaret) - 3:37
3. "I Recommend Her" (Larry Henley, Mark Mathis, Nolan Brown) - 2:40
4. "More" (Riz Ortolani, Nino Oliviero) - 3:15
5. "Heartache" (Roy Orbison, Bill Dees) - 3:13
6. "Amy" (Dan Folger) - 2:06

Cara B
1. "Good Morning, Dear" (Newbury) - 2:30
2. "What Now, My Love" (Gilbert Bécaud, Pierre Delanoë, Carl Sigman) - 2:47
3. "Walk On" (Orbison, Dees) - 2:51
4. "Yesterday's Child" (Orbison, Dees) - 2:26
5. "Try to Remember" (Tom Jones, Harvey Schmidt) - 2:40

## Posición en listas
Sencillos
| Sencillo    | País           | Lista             | Posición |
| ----------- | -------------- | ----------------- | -------- |
| «Heartache» | Estados Unidos | Billboard Hot 100 | 104      |
| «Heartache» | Reino Unido    | UK Singles Chart  | 44       |
| «Walk On»   | Estados Unidos | Billboard Hot 100 | 121      |
| «Walk On»   | Reino Unido    | UK Singles Chart  | 39       |